# Мунц, Олег Владимирович
Оле́г Влади́мирович Мунц (укр. Олег Володимирович Мунц; род. 4 марта 1966, Ялуторовск, Тюменская область) — украинский и российский биатлонист и лыжник. Двукратный чемпион и многократный призёр зимних Паралимпийских игр. Заслуженный мастер спорта Украины и мастер спорта России международного класса по лыжным гонкам среди спортсменов с нарушением зрения.

## Награды
- Орден Дружбы (1998).
- Мастер спорта России международного класса (1998).
- Заслуженный мастер спорта Украины (2002).